# Limeil-Brévannes

Limeil-Brévannes este o comună în departamentul Val-de-Marne, Franța. În 2009 avea o populație de 19,052 de locuitori.